# بابلو غونزاليس رييس
بابلو غونزاليس رييس (بالإسبانية: Pablo González Reyes)‏ (19 نوفمبر 1986 بسانتياغو في تشيلي - ) هو لاعب كرة قدم تشيلي في مركز الوسط. لعب مع نادي أونيفرسيداد كاتوليكا ونادي أوهيجينس وديبورتيفو نوبلينس ‏ وسان ماركوس دي أريكا ‏ ونادي كوبريسال وديبورتيس إيكيكي ونادي كوبريلوا وأونيفرسيداد دي كونسيبسيون ‏.

## وصلات خارجية
- بابلو غونزاليس رييس على موقع قاعدة بيانات كرة القدم.إي يو (الإنجليزية)
- بابلو غونزاليس رييس على موقع Soccerway.com (الإنجليزية)